# Stubbæk
Stubbæk is een plaats in de Deense regio Zuid-Denemarken, gemeente Aabenraa, en telt 1158 inwoners (2007).